# Samferdselsdepartementet

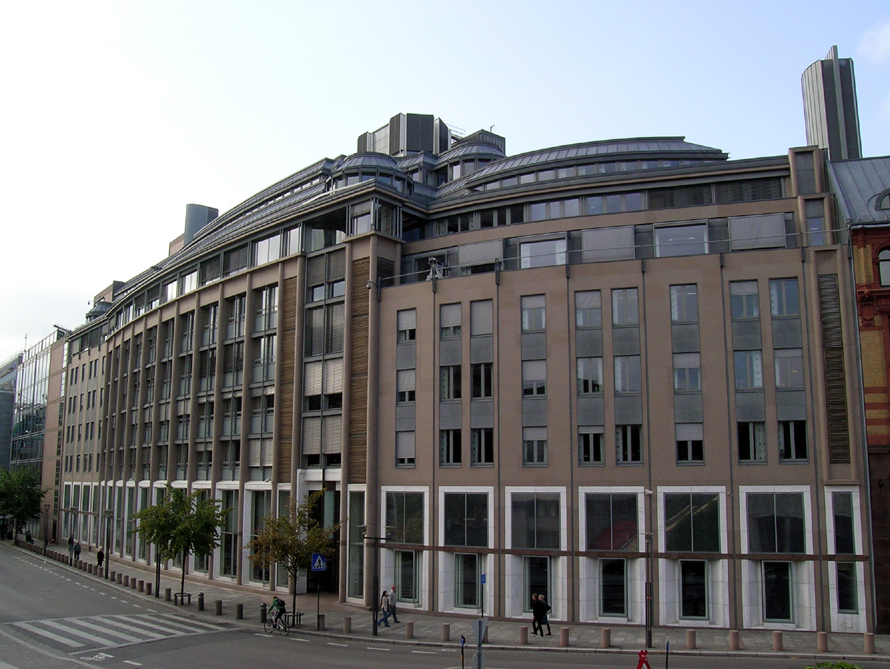
Hauptsitz im Gebäude R5 im Regjeringskvartalet

Das Samferdselsdepartementet (kurz: SD) ist das norwegische Verkehrsministerium. Es hat die Verantwortung für die Bereiche Kommunikation und Verkehr.

## Geschichte
Das Verkehrsministerium wurde am 22. Februar 1946 gegründet, nachdem das Arbeitsministerium (Arbeidsdepartementet) umstrukturiert wurde. So wurde etwa die Verantwortung für das Eisenbahnwesen vom Arbeitsministerium auf das neu gegründete Ministerium übertragen. Vom Handelsministerium wurde der Kommunikationsbereich ausgegliedert und vom Verteidigungsministerium die Luftfahrt.
Sitz des Ministeriums ist das Regierungsgebäude R5 im Osloer Regierungsviertel.

## Organisation
Das Ministerium wird vom Verkehrsminister geleitet, dem drei Staatssekretäre unterstellt sind. Es hat die übergeordnete Verantwortung für die Bereiche Post, Luftfahrt, die Straßen der Kategorie Riksvei und deren Fährverbindungen, das Eisenbahnwesen sowie die Hafen- und Seeverkehrspolitik.
Unter Verwaltung des Samferdselsdepartementet stehen verschiedene staatliche Unternehmen wie Avinor, das Eisenbahnunternehmen Vygruppen, das Straßenbauunternehmen Nye Veier und Norske tog. Auch die Verwaltung der Eigentümerinteressen an Bane NOR liegt in der Hand des Verkehrsministeriums.

## Minister
Im Oktober 2021 übernahm Jon-Ivar Nygård im Rahmen eines Regierungswechsel das Amt des Verkehrsminister von Knut Arild Hareide.